# Борнеоский речной угорь
Борнеоский речной угорь (лат. Anguilla borneensis) — вид лучепёрых рыб из семейства угрёвых (Anguillidae). Обитают на острове Калимантан (Борнео) и соседних островах. Ареал включает территории Индонезии, Малайзии и Филиппин. Вид относят к уязвимым.

## Описание
Обитает под камнями, предпочитая чистые быстрые потоки, но обнаруживается и в солоноватой воде, и в эстуариях.
Размер популяции достоверно не изучен, кроме указанных выше мест, было одно сообщение о нахождении вида на территории КНР. В ареал входят окрестные моря островов обитания. Вид мало изучен в целом, поэтому угрозы для его существования сложно выделить из угроз для угрей региона вообще. Так, последних активно вылавливают, как минимум, в Индонезии, и продают для потребления в странах Юго-Восточной Азии (например, в КНР и на Тайване), но точный видовой состав улова неизвестен. Также считается, что сокращение площади лесов из-за человеческой деятельности угрожает численности борнеоского речного угря.